# قشلاق غورتشينلوحاج بيوك (مقاطعة بيله سوار)
قشلاق غورتشينلوحاج بيوك (بالفارسية: قشلاق گورچینلو حاج بیوک) هي منطقة سكنية تقع في إيران في أردبيل. يقدر عدد سكانها بـ 61 نسمة .